# Barthel Beham

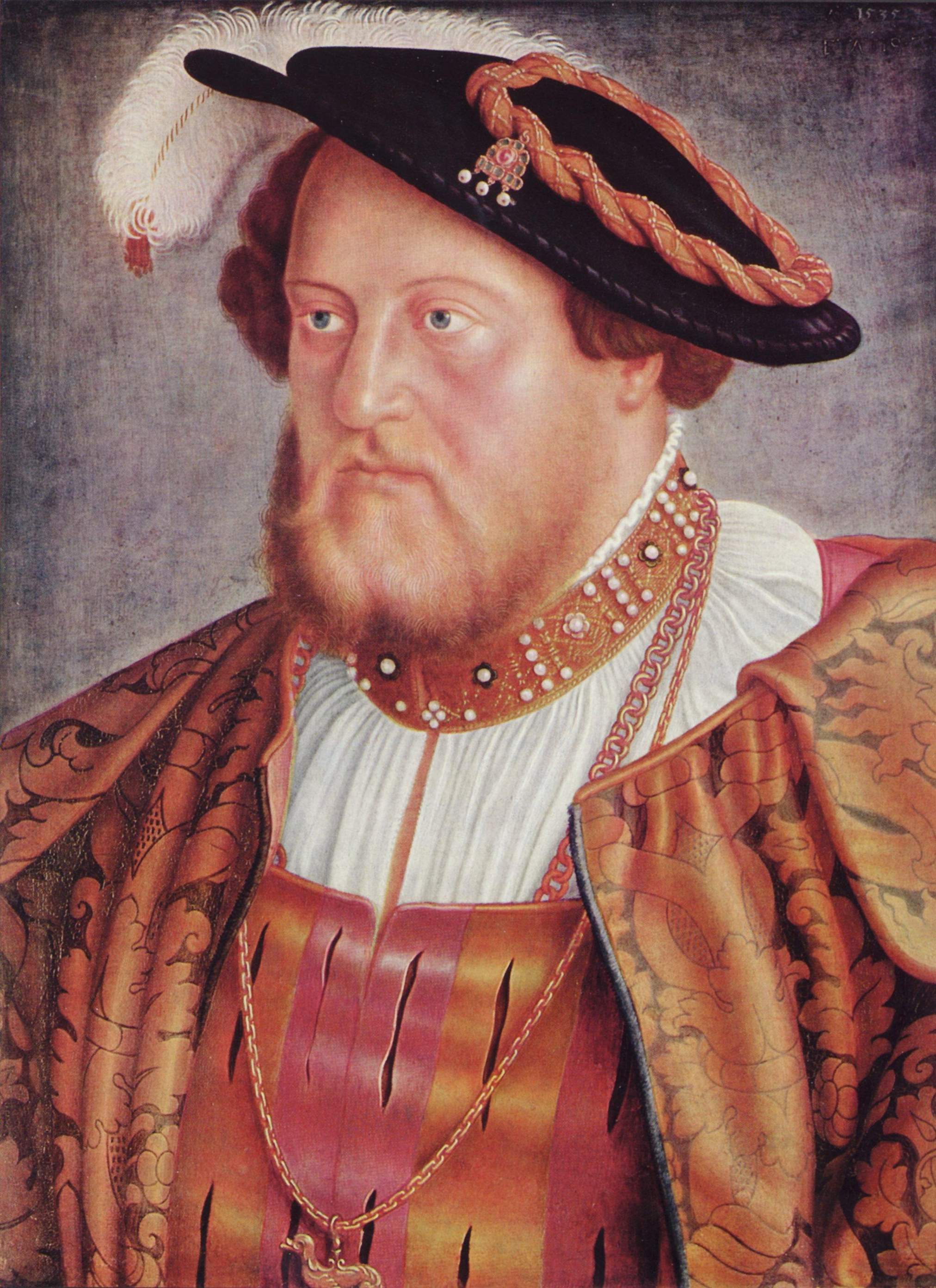
Ritratto di Ottheirich (1535)

Barthel Beham (Norimberga, 1502 – Bologna, 1540) è stato un pittore e incisore tedesco.

## Biografia
Forse allievo di suo fratello Hans Sebald Beham, che era più grande di due anni ed era stato discepolo di Dürer, fece parte dei "piccoli maestri" di Norimberga, specializzati nella produzione di incisioni su piccola scala. Bandito dalla città nel 1525 durante le dispute religiose, si stabilì a Monaco, dove entrò nell'atelier di Wolfgang Muelich. Qui ricevette numerose commissioni soprattutto per ritratti di esponenti patrizi. Entrò quindi al servizio del duca Guglielmo IV di Baviera-Monaco. Nel 1537/1538 ricevette una proposta analoga dal fratello del duca, Ludovico X di Baviera-Landshut.
Nel 1540 il duca Guglielmo lo inviò in Italia per un viaggio di perfezionamento artistico, ma qui morì, in viaggio verso Roma.